# Lombreuil
Lombreuil település Franciaországban, Loiret megyében. Lakosainak száma 304 fő (2022. január 1.). Lombreuil Chevillon-sur-Huillard, Oussoy-en-Gâtinais, Thimory és Vimory községekkel határos.

## Népesség
A település népességének változása:
| Lakosok száma | 176  | 160  | 199  | 283  | 298  | 299  | 303  | 299  | 298  | 304  |
|               | 1968 | 1982 | 1990 | 2006 | 2013 | 2015 | 2017 | 2019 | 2020 | 2022 |